# Samsung i5700
Samsung GT-I5700 (znany jako: Spica, Galaxy Spica, Galaxy Lite, Galaxy Portal) – smartfon produkcji firmy Samsung wyposażony w moduły Bluetooth 2.1, Wi-Fi b/g, GPS oraz moduły łączności GPRS, EDGE (GSM) i WCDMA, HSDPA (UMTS). Urządzenie pracuje pod kontrolą systemu operacyjnego Android. Spica wyposażona jest w dotykowy (pojemnościowy) wyświetlacz TFT LCD o przekątnej 3,2', czytnik kart pamięci microSD (do 32 GB), złącze microUSB 2.0 oraz złącze słuchawkowe jack 3,5 mm (minijack). Urządzenie obsługuje wiele typów plików multimedialnych m.in. muzyczne w formacie mp3 oraz filmy divx. Telefon wyposażony jest w akcelerometr.
Samsung GT-i5700 wprowadzony został na rynek z systemem operacyjnym Android w wersji 1.5, jednak w maju 2010 Samsung umożliwił aktualizację oprogramowania do wersji 2.1. Istnieje również możliwość nieoficjalnej aktualizacji systemu do wersji 2.2.2 (beta 2.1) oraz 2.3.7 (alpha 7.4), lecz zgodnie z umową gwarancyjną wiąże się to z utratą gwarancji.